# Боснек
Боснек е село в Западна България. Административно е в състава на община Перник, област Перник. Географски, е разположено в Боснешкия карстов район, в югозападните покрайнини на природен парк Витоша, където е и туристическата „Алея на Боснешкия карст“.

## География
Село Боснек се намира в планински район.
Разположено е на средна надморска височина 940 метра в югозападната част на Витоша.

## История
Има стара легенда, в която се разказва, че името Боснек е дошло от двама братя, които са дошли на това място боси през зимата чак от Македония. Старото име на местността е Бошнячица и според други тълковки идва от бошняци. Според първите писмени доказателства за селището през 1417 г. на жителите били 42-ма. Но и много преди това тук са живели хора. Остатъци от Тракийска могила, светилище и селище край местността Жива вода, римски монети и керамични отломки край и в пещерата „Духлата“, а в „Малката Духла“ останки от погребение от Х век и златен рог, „римски път“ за Самоков, рударски калета със следи от извършван в древността добив на злато и желязо – това са част от археологическите находки в селото. Задълбочените проучвания все още предстоят. Спелеолозите изследват района от 1964 г.
При избухването на Балканската война в 1912 година един човек от Боснек е доброволец в Македоно-одринското опълчение.

## Културни и природни забележителности
Някои от най-важните забележителности са до самия асфалтов път. Вековният дъб вляво от шосето е точно там, където на отсрещната страна е табелата с надпис „Село Боснек е Белият дроб на Перник“. Дъбът е на шест века, на колкото са и първите писмени свидетелства за населеното място.
Няколко километра след вековния дъб, пак отляво, на самото шосе, но вече километър над селото, е входът на най-дългата (17 600 м) и най-дълбоката (53 метра) пещера в България. Това е и най-известната забележителност на селото и е обявена за природна забележителност. Проучването и картирането на пещерата продължават. Предполага се, че Духлата е свързана с недалече разположените пещери „Пепелянка“ и „Академик“, като водната връзка помежду им е доказана. Духлата е една от най-популярните пещери сред спелеолозите и често посещавана. В пещерата са установени 22 вида пещерни животни, сред които 6 вида прилепи. Има голямо разнообразие от пещерни образувания.
Открити, проучени и картирани са 7 етажа и 6 подземни реки, което превръща Духлата в най-сложната и дълга пещера на Балканите.
А в местността Врелото, където е най-големият в района карстов извор, изненадва с палеонтологичните си богатства друга пещера. Гробище на вкаменели праисторически животни, огромни зали и подземна река, могат да се срещнат по пътя из нейните лабиринти с обща дължина 6 километра. Откритите пещери и пропасти в карстовия район край Боснек наброяват 30, но се очаква да бъдат намерени още. Всъщност всеки тук би могъл да открие „своята“ пещера, но тъй като бродененто из галериите не винаги е безопасно, съветът към ентусиастите е да търсят помощта на Българската федерация по спелеология.
Друга доста по-популярна забележителност на с. Боснек и околностите е река Струма, край която през лятото става чудесно място за отдих. През топлите и сухи летни месеци реката изчезва под земята, в меандрите на боснешкия карст, малко над вилната зона на Боснек, за да се върне отново в коритото си в края на селото.
Боснек е известен и с извора, наречен Живата вода. Това е извор, известен още от османския пътеписец Евлия Челеби. Водата в него на тласъци ту се появява, ту пресъхва, каптиран и водата тече от каменна скулптура на глава на крокодил. Авторът на приказната скулптура е Негри Рангелов Будинов, каменоделец от село Кладница. До местността се стига по черен път (подходящ само за високопроходими превозни средства или час и половина пеша), а до самия извор има пещера и изграден заслон, което прави маршрута привлекателен за туристи. Тъй като водата на този извор изчезва и след определен период от време отново се появява, съществува легенда, че когато пред змея застане грешен човек, водата спира. Друго поверие гласи, че на върха, намиращ се над карстовия извор, имало езеро, намиращо се в землището на Чуйпетлово. Там живеел воден бик, който ранявал добитъка на селяните. Те се опитвали да спасят животните си, като закачали ножове и остри предмети на роговете на своите бикове с цел да се защитят. При поредната битка водният бик бил ранен и се гмурнал в езерото. Водата се окървавила и изчезнала. Поверието гласи, че и до днес, когато бикът се обръща в земните недра, спира и пуска притока към извора. Водата от извора се смята за много лековита и хора от цялата страна посещават чудотворния извор.
В Боснек има две църкви. Едната „Св. Козма и Дамян“ (1878 год.) е паметник на културата, а другата „Св. Теодор Стратилат“ (1866 год.) е действаща. За нейното създаване легендата гласи, че в селото върлувала чума и много хора умирали. Тогава 3 рода от селото решили да построят църквата и по този начин да изкупят греховете си и наистина след построяването на храма болестта си отишла от селото.
В памет на загиналите в Балканската, Междусъюзническата, Първата и Втората световни войни е издигнат войнишки паметник в селото.

## Редовни събития
- Ежегодният събор на селото се провежда в първата събота на месец август.
- Ежегодни конни надбягвания на Тодоровден.
- Ежегодни летни младежки лагери, организирани от фондация Покров Богородичен

## Галерия
- Военният паметник в селото
- Изворът Жива вода край селото
- Река Струма край Боснек